# Puindorp
Puindorp, in oudere verhalen Lorrendam, is een fictieve ministad die wordt bevolkt door insecten. De naam in het Engels is Junkville.
De stad is helemaal opgebouwd uit hergebruikt vuilnis. In veel verhalen ligt Puindorp op de vuilnisbelt van Duckstad, omdat de verhalen rond de hoofdpersoon Tokkie Tor deel zijn gaan uitmaken van het Duckstad-universum.
De bekendste inwoners van Puindorp zijn Tokkie Tor en zijn vriend Bo Tor en in de meeste verhalen spelen zij ook de hoofdrol. De stripverhalen die zich afspelen in Puindorp verschenen oorspronkelijk in de Amerikaanse kranten, en later onder andere in het weekblad Donald Duck.
Alle bewoners wonen in hergebruikte spullen afkomstig uit de mensenwereld. Aangezien de insecten zelf heel klein zijn, gebruiken ze de spullen op een heel andere manier dan waar ze door de mensen oorspronkelijk voor bedoeld waren. Tokkie Tor woont bijvoorbeeld in een half opengesneden conservenblik. Het gedeelte dat er net niet uitgesneden is, gebruikt Tokkie als zonnescherm, dat hij gestut heeft met lucifers. 
Puindorp wordt vaak aangevallen door mieren, die echter altijd falen of teruggeslagen worden. Meestal is dat dankzij Tokkie en Bo Tor.